# Уральське сільське поселення (Сарапульський район)
Ура́льське сільське поселення — муніципальне утворення в складі Сарапульського району Удмуртії, Росія. Адміністративний центр — село Уральський.
Населення становить 1997 осіб (2019, 2203 у 2010, 2437 у 2002).

## Склад
До складу поселення входять такі населені пункти:
| Населений пункт           | Населення, осіб (2002) | Населення, осіб (2010) |
| ------------------------- | ---------------------- | ---------------------- |
| Верхній Бугриш, присілок  | 14                     | 32                     |
| Дома 1121 км, без статусу | 34                     | 33                     |
| Дома 1125 км, без статусу | 20                     | 22                     |
| Єлькино, присілок         | 4                      | 5                      |
| Нижній Бугриш, присілок   | 90                     | 92                     |
| Ожгіхіно, присілок        | 2                      | 15                     |
| Паркачево, село           | 67                     | 63                     |
| Первомайський, присілок   | 125                    | 68                     |
| Петровка, присілок        | 27                     | 23                     |
| Уральський, село          | 2054                   | 1850                   |

В поселенні діють школа, садочок, лікарня, клуб бібліотека та спортзал.